# L'erba del vicino
L'erba del vicino (The 'Burbs) è un film commedia nera statunitense del 1989 diretto da Joe Dante, con protagonista Tom Hanks e che nel cast comprende Bruce Dern, Carrie Fisher, Rick Ducommun, Corey Feldman, Wendy Schaal, Henry Gibson e Gale Gordon.
Il film è stato scritto da Dana Olsen, che ha effettuato un cameo.
Il film prende in giro le periferie americane ed i loro abitanti, a volte molto eccentrici.
È considerato un cult.
In Italia è stato distribuito direttamente in home video.

## Trama
Ray Peterson è a casa per una settimana di vacanza, nella sua casa in periferia. 
Una notte, a tarda ora, sente degli strani rumori provenire dall'abitazione dei suo nuovi e solitari vicini: i Klopek. 
Ray, insieme ai suoi vicini di casa Art Weingartner e Mark Rumsfield, veterano della guerra del Vietnam, iniziano a sospettare che i Klopek siano degli assassini adepti a dei rituali satanici.
Altri avvenimenti fanno aumentare i sospetti di tutto il vicinato.
Un'altra notte, infatti, Ray ed i suoi vicini, notano il più giovane dei Klopek portare un sacco nero molto, troppo grande per della semplice spazzatura, e schiacciarlo con troppa aggressività all'interno del bidone.
Più tardi, i Klopek vengono visti scavare nel loro giardino, di notte, sotto un'incessante pioggia ed un forte temporale.
Il mattino seguente, Ray, Art e Mark iniziano a rovistare il camion della spazzatura dopo che questi aveva raccolto i rifiuti dei Klopek, convinti di trovare dei resti umani, ma non trovando nulla di sospetto.
Nel frattempo la moglie di Mark, vede il cane del loro anziano vicino Walter, correre libero per le vie del quartiere. Preoccupati per l'anziano, Ray, i Rumsfield ed il vicino adolescente Ricky Butler entrano nella sua casa trovando sedie rovesciate ed il parrucchino di Walter, ma del loro vicino nessuna traccia.
Ray recupera il cane, lascia un biglietto per Walter, infila il parrucchino nella buca delle lettere e scopre che uno dei Klopek lo sta osservando dalla finestra della propria abitazione.
Successivamente il cane di Ray dissotterra un femore umano lungo la recinzione dei Klopek, facendo così teorizzare a Ray e ad Art che i loro nuovi e strani vicini di casa possano aver usato il signor Walter come sacrificio umano.
Carol, la moglie di Ray, stanca dal comportamento degli uomini, decide di organizzare una visita di benvenuto dai Klopek. Mentre i Peterson ed i Rumsfield incontrano Hans, Reuben ed il dottor Werner Klopek, Art si aggira nel loro giardino in cerca di prove ma viene messo in fuga da un grosso cane.
In seguito, Ray rivela ad Art e Mark di aver trovato la posta ed il parrucchino del signor Walter dai Klopek, dimostrando che erano stati a casa dell'anziano.
Il giorno dopo, Ray manda Carol ed il loro figlio Dave a far visita alla sorella di Carol. Quando i Klopek si allontanano dall'abitazione, Art e Ray ne approfittano per entrare nel loro cortile per cercare il cadavere di Walter, mentre Mark fa da palo.
Non trovando niente nel cortile, Art e Ray si introducono all'interno del seminterrato dei Klopek, scoprendo quello che sembra un forno crematorio. Allora decidono di scavare in cerca di resti umani.
I Klopek fanno il loro ritorno, accompagnati dalla polizia dopo aver visto le luci del seminterrato acceso.
Durante lo scavo, Ray colpisce accidentalmente una tubatura del gas con il suo piccone; Art scappa prima che la casa esploda e Ray successivamente riemerge dalla casa in fiamme, ferito e provato, proprio mentre sua moglie e suo figlio fanno ritorno.
Ma, proprio durante il trambusto succede qualcosa che sconvolge il vicinato: l'anziano Walter ritorna a casa, dopo aver trascorso alcuni giorni in ospedale a causa di un malore. Era stato lui stesso a chiedere ai Klopek di ritirare la sua posta durante i suoi giorni di assenza, e per questo i Klopek avevano ritirato erroneamente anche il suo parrucchino.
Ray, in preda ad una crisi di panico, si stende in maniera autonoma sulla barella all'interno di un'autoambulanza appena sopraggiunta, dicendo a tutti i vicini che si erano sempre sbagliati sui Klopek.
Proprio mentre è sull'ambulanza, viene raggiunto da Werner Klopek che accusa Ray di aver visto un teschio umano all'interno del seminterrato, rivelando che i Klopek hanno ucciso i precedenti proprietari per poter vivere nella loro casa. A questo punto Werner cerca di effettuare un'iniezione letale a Ray mentre Hans Klopek si mette alla guida dell'autoambulanza.
La lotta fra Ray e Werner porta all'ambulanza ad uscire fuori di strada. In contemporanea Ricky scopre all'interno del bagagliaio dei Klopek degli scheletri umani. 
I Klopek vengono immediatamente arrestati.
Ray decide di andare via dal quartiere per un po' assieme alla sua famiglia; incarica il giovane Ricky di tenere sotto controllo il quartiere.

## Produzione

### Scrittura
La sceneggiatrice Dana Olsen, ha basato il soggetto sulle proprie esperienze personali della sua infanzia: “Ho avuto un'educazione ultra normale nella classe sociale media, ma il nostro Paese aveva la sua dose di psicopatici. C'era dalle mie parti la leggenda di un omicidio effettuato con un'accetta negli anni trenta ed ogni volta che prendevi il giornale locale si poteva leggere qualcosa del tipo “Bibliotecario uccide la famiglia e poi si suicida”. Da bambino, pensare che il signor Flanagan in fondo alla strada potesse rivelarsi Jack lo squartatore, era affascinante. E dove c'è paura, c'è commedia."
La sceneggiatura della Olsen attirò il produttore cinematografico Larry Brezner, che la portò alla Imagine Entertainment. Il cofondatore della Imagine Entertainment, Brian Grazer l'ha subito accolta calorosamente, dichiarando: “Mi è piaciuta l'idea di un ragazzo normale coinvolto in un'avventura del genere mentre è in vacanza nel suo quartiere; inoltre era tutto ben scritto e divertente. Subito mi è venuto in mente di come Joe Dante sarebbe stato fantastico come regista perché questo script era un perfetto mix di commedia, horror e realtà.
Dante, che aveva già diretto Gremlins e Salto nel buio, ed il suo partner, Michael Finnell, furono immediatamente colpiti dalla bozza del film. Dante, che era specializzato in soggetti stravaganti, era incuriosito dal fondere situazioni di vita reale con elementi soprannaturali, spiegando: “Quando parlo di questo copione alla gente, molti di loro risponde 'Nel quartiere di mia nonna c'era davvero gente così. Non tagliavano mai il prato, non uscivano mai, lasciavano accumulare la posta e nessuno sapeva chi fossero'. E devo confessare che nel mio stesso quartiere c'è una casa così, che sta cadendo in rovina. Penso che sia una situazione molto più comune di quanto la gente possa credere”

### Casting
Dante, Brezner e Finnell furono d'accordo di come, Tom Hanks, sarebbe stato l'attore più adatto per interpretare il ruolo di Ray Peterson, un uomo normale, con una vita normale, una famiglia normale, un lavoro normale che cerca di portare eccitazione nella sua vita indagando sui suoi strani vicini.
Dante ha definito Hanks come “l'uomo medio in cui chiunque può identificarsi” paragonandolo a James Stewart.
Brezner fece eco a questo pensiero dicendo che “Hanks è un attore capace di divertirsi recitando e di divertire recitando. Lui, inoltre, non ha problemi a passare dalla commedia al pathos, come fatto in Niente in comune, e attualmente sta dimostrando di essere uno degli attori più versatili degli Stati Uniti.”
Hanks ha accettato il ruolo di Ray con entusiasmo, dichiarando in seguito “Ciò che è così bizzarramente interessante di questa psico-commedia nera è che realmente le cose che accadono nella vita reale in un quartiere normale vi faranno rizzare i capelli sulla nuca”
L'attore è stato incuriosito dai tratti distintivi della personalità del suo personaggio: “A volte ci sono più opportunità di creare. Qui c'è un uomo con una buona vita, una bella casa, una bella moglie, un bel quartiere e lui è felice. Il giorno dopo, lui odia tutto. Ho pensato che doveva essergli accaduto qualcosa fuori dalle scene. Ed è proprio questa la mia sfida: comunicare tutti i dubbi che Ray ha fuori dallo schermo.
Uno dei motivi per cui Ray non va in vacanza è perché si tratta di un'ulteriore estensione della normalità in cui è caduto. Perciò penserà di fare una cosa più bohèmien, cioè rimanere a ciondolare in casa. Con una settimana di tempo libero a disposizione, Ray si lascia coinvolgere dalle preoccupazioni dei suoi vicini, che sembrano essere sempre in casa. Ma quello che ho fatto è solamente un abbellimento della back-story, come qualsiasi attore farebbe. Forse per la mia esperienza di repertorio io non chiedo al regista una motivazione. Se mi dice 'Vai alla finestra', trovo da solo la motivazione”
Hanks trovò ammirevole lo stile registico di Dante dicendo: “Joe ha una maniera stilizzata e visionaria di concepire l'intero film. È puro cinema, la storia è raccontata dal punto di vista della macchina da presa, e questo è un tipo di film che non ho mai fatto”
Dante, a sua volta, ha elogiato la sua star: “La cosa più impressionante di Tom Hanks come attore comico è come lo faccia sembrare essere una cosa semplicissima. È molto diligente nella sua recitazione, ma il suo senso comico di ciò che potrebbe o non potrebbe funzionare, è impareggiabile”
Lo stile disinvolto e rilassato di Joe Dante ha incoraggiato l'improvvisazione fra gli attori
“A Tom non piace rigirare le scene sempre uguali come sono state sempre fatte. Si è fatto in quattro per dare un tocco personale e diverso a tutto, ed il suo essere buono e aperto ha incoraggiato tutti gli altri attori a fare lo stesso. Tutto ciò ha dato un tono al film che lo ha reso molto divertente da girare e realizzare.”

### Riprese
“L'erba del vicino” è stato girato completamente negli Universal Studios nell'arco di dieci settimane, nell'estate del 1988, principalmente sul retro del set di Colonial Street, situata a Universal City in California, che fungeva da vicolo cieco di Mayfield Place, il quartiere in cui si svolgono le vicende del film.
Prima dell'inizio delle riprese, il regista Joe Dante disse: “Non mi vengono in mente molti film dopo Prigionieri dell'oceano, che si svolgono tutti nella stessa area. Al momento della visione della sceneggiatura, c'era la tentazione di allargare il discorso e di andare all'infuori del quartiere, ma sembrava di violare lo spirito nativo dell'opera. È quasi il tipo di storia che potrebbe essere raccontata in una rappresentazione teatrale, solo che su un palco non si potrebbe mai fare ciò che abbiamo fatto in questo film”
Il set di Colonial Street era stato utilizzato nel 1987, per il film "La Retata" sempre con protagonista Tom Hanks. 
Per assicurarsi che il set si adattasse ai toni del suo film, Dante disse: “Ho chiesto a James Spencer [production designer], un veterano di Poltergeist e Gremlins, se lui pensava di poter trasformare quella strada nel quartiere di cui avevamo bisogno in tempi veloci.
Spencer accettò la sfida, e nel giro di pochi giorni iniziarono a lavorare sulla produzione di design per le scenografie. Spencer inoltre osservò: “Dovevamo essere sul posto. A causa della mancanza di tempo, sarebbe stato inutile abbozzare disegni altrove”

## Accoglienza

### Incassi
La pellicola è stata distribuita nelle sale statunitensi a partire dal 17 febbraio 1989.
Il film si è piazzato al primo posto con 11.101.197 dollari nel week-end di apertura. Complessivamente, negli Stati Uniti, il film ha guadagnato 36.601.993 dollari e 49.101.993 dollari in tutto il mondo.

### Critica
Sull'aggregatore di recensione web Rotten Tomatoes, il film ha il 55% di recensioni positive, basate su 40 recensioni professionali, mentre ha un punteggio di 71/100 basato su circa 50.000 voti degli iscritti.
Su Metacritic ha un punteggio medio di 45/100, basate su 20 critiche professionali, mentre ha un voto medio di 7,4/10 basate su circa 40 voti degli iscritti.
Su IMDB ha un voto medio di 6,8/10, basato su circa 82.000 voti degli iscritti.

## Curiosità
- Il grosso cane danese della famiglia Klopek si chiama Landru, come il famoso assassino seriale francese Henri Landru detto "il Barbablù di Gambais" (1869-1922).
- Il barboncino presente nel film come Queenie, di proprietario dell'anziano Walter, è apparso anche nel film Il silenzio degli innocenti[9]